# Анастасия Промкова
Анастасия Промкова, известна и като Натя, е българска общественичка и благодетелка.

## Биография
Родена е около 1860 г. в Ловеч. Произхожда от заможно семейство. Завършва класно училище в родния си град и се омъжва за опълченеца Илия Промков от Габрово. Рано остава вдовица и сама се грижи за четирите си деца. Живее в Горна Оряховица и София. Умира през 1936 г.
Прави дарения за построяване на читалищна сграда в Ловеч, за издаването на „Ловеч и Ловчанско“, за Ловчанското културно-благотворително дружество, църквата „Св. Богородица“ в Ловеч, дружеството „Безплатна ученическа трапезария“, женското дружество „Благодетел“, Областното старопиталище, Ловешкия младежки музикален хор и др.